# Itacnephalia analis
Itacnephalia analis är en tvåvingeart som beskrevs av Townsend 1927. Itacnephalia analis ingår i släktet Itacnephalia och familjen parasitflugor. Inga underarter finns listade i Catalogue of Life.